# Olga Pierri
Olga Pierri (3 de junio de 1914 - 28 de septiembre de 2016, Montevideo) fue una concertista, guitarrista y docente uruguaya.

## Biografía
Desde muy joven recibió la influencia artística de su padre, el músico y compositor José Pierri Sapere, de quien obtuvo sus primeras clases de guitarra, utilizando un método desarrollado por él, además del método de Pascual Roch. También recibió influencias de otros músicos como Atilio Rapat y Julio Martínez Oyanguren y entabló amistad con Agustín Carlevaro.
A partir de 1948 conformó un conjunto femenino de guitarristas integrado por 4 y en ocasiones 5 miembros, entre las que se encontraron además de Pierri, Teté Richi, Margot Prieto, Margarita Quadros, Carmen Torrazza, Matilde Sena y Margot Sena. Ese conjunto logró ser conocido a nivel nacional, y a través del mismo se popularizaron o dieron a conocer canciones del folklore uruguayo y latinoamericano, cuyas transcripciones y arreglos eran efectuados por la misma Pierri. En 1952 el conjunto estrena el "Concierto Nº 1 para cinco guitarras" del compositor y musicólogo argentino Alberto Soriano Thebas, y en 1957, del mismo autor, estrenan "Concierto Nº 2 para Cuatro Guitarras". Ambas obras fueron grabadas y editadas en disco en 1958.
En 1957 el conjunto participó de un festival latinoamericano en Montevideo, organizado por el Sodre, y brindó conciertos en repetidas oportunidades en importantes escenarios nacionales, como el Teatro Solís, en los años 1948, 1949 y 1952, entre otros. El grupo tuvo actuación pública hasta mediados de la década de 1960.
Hasta el final de sus días, Pierri continuó dando clases en su hogar en Punta Carretas. 
El 7 de enero de 2016 le fue realizada una entrevista por parte de Daniel Viglietti, Rubén Olivera, Coriún Aharonián y Álvaro Pierri, que fue publicada por el Centro Nacional de Documentación Musical Lauro Ayestarán.

## Discografía
- Olga Pierri y su Conjunto Folklórico Femenino de Guitarra (Sondor SLP-017. ca. 1955)
- Concierto Nº1 para cinco guitarras y Concierto Nº2 para cuatro guitarras (Conjunto de guitarras de Olga Pierri. ARCA FH001. 1958 reeditado en CD en 2010)
- Conjunto de guitarras de Olga Pierri (Orfeo ULP 2769. ca. 1963)
- Milonga / Gato (simple. Sondor 15010)
- Pericón Nacional / El cuando (simple. Sondor 50088. 1966)